# 中里慶
中里 慶（なかざと けい）は、芸能マネージャー、企画・キャスティングほか。

## 作品

### テレビドラマ
- キッズ・ウォー〜ざけんなよ〜 （1999年8月2日 - 9月24日、CBC）
- 犬飼さんちの犬（2011年1月14日 - 4月8日、tvkほか、亀井亨監督）- キャスティング
- 戦国BASARA - MOONLIGHT PARTY -（2012年7月12日 - 9月20日、MBSほか）- キャスティング
- ガキ☆ロック〜浅草六区人情物語〜（2017年4月14日 - amazonプライム・ビデオ）- キャスティング

### 映画
- クレーマー（2008年4月12日公開、金子大志監督）- キャスティング
- 制服サバイガール（2008年12月6日公開、金子大志監督）- キャスティング
- スラッカーズ 傷だらけの友情（2009年12月5日公開、渡邊貴文監督）- キャスティング
- 煙をめぐる冒険（公開日未定、秋本健樹監督）- キャスティング
- はい!もしもし、大塚薬局ですが（2011年4月9日公開、勝又悠監督）- キャスティング　　（第22回東京国際映画祭 TIFF PARK公式招待作品、ゆうばり国際ファンタスティック映画祭2010 オフシアターコンペティション部門公式出品作品、ドイツ・ニッポンコネクション2010公式招待作品、カナダ・トロント新世代映画祭2010公式招待作品、ひめじ国際短編映画祭2010公式招待作品、イギリス・レインダンス映画祭2010公式招待作品、TAMA CINEMA FORUM・TAMA NEW WAVE 2010 ある視点部門公式招待作品）
- 明日泣く（2011年11月19日公開、色川武大原作、内藤誠監督）- キャスティング
- ソウル・オブ・ロック（2012年2月11日公開、ノセクニコ原作（祥伝社）、天野充裕監督）- キャスティング
- ライフ・イズ・デッド（2012年2月11日公開、古泉智浩原作（双葉社）、菱沼康介監督）- キャスティング
- さよならドビュッシー（2013年1月26日公開、中山七里原作（宝島社文庫）第8回『このミステリーがすごい!』大賞受賞作品、利重剛監督）- キャスティング
- モンゴル野球青春記（2013年6月15日公開、関根淳原作（太田出版）2000年度ミズノスポーツライター賞最優秀受賞作品、武正晴監督）- キャスティング
- ブーケ 〜a bouquet〜（2014年2月22日公開、富士山・河口湖映画祭 第6回シナリオコンクール・グランプリ作品、五藤利弘監督）- キャスティング
- ガキ☆ロック（2014年6月28日公開、柳内大樹原作、中前勇児監督）- キャスティング
- 罪の余白（2015年10月3日公開、芦沢央原作、第3回野性時代フロンティア文学賞受賞作品、大塚祐吉監督） - キャスティング
- 世界でいちばん長い写真（2018年6月23日公開、誉田哲也原作、草野翔吾監督） - 企画協力

### 舞台
- W氏の帰れない夜（2013年4月23日 - 29日、下北沢小劇場楽園、エンゲキ555号公演、作・演出：西田シャトナー）- 企画・プロデュース